# FK Amkar Perm
El FK Amkar Perm (rus: Футбо́льный клуб "Амка́р" Пермь) ha estat un club de futbol rus de la ciutat de Perm.

## Història
El club va néixer el 8 de maig de 1993, però no es registrà fins al 6 de desembre de 1994. L'any 2008 fou el seu primer any en què fou finalista de copa i acabà quart a la primera divisió, classificant-se per la UEFA Europa League.

## Palmarès
- Segona divisió russa de futbol: 
  - 2003

## Galeria

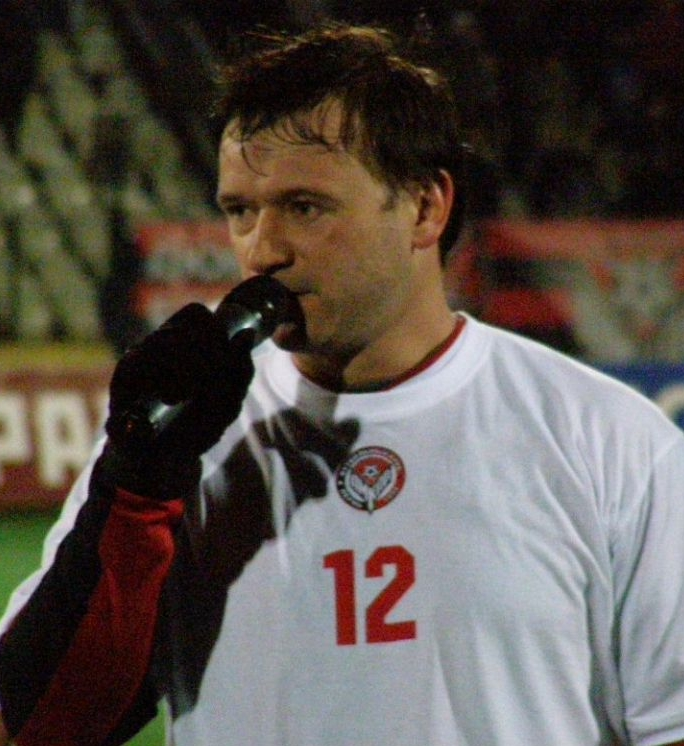
Konstantin Paramonov - major golejador amb 170 gols

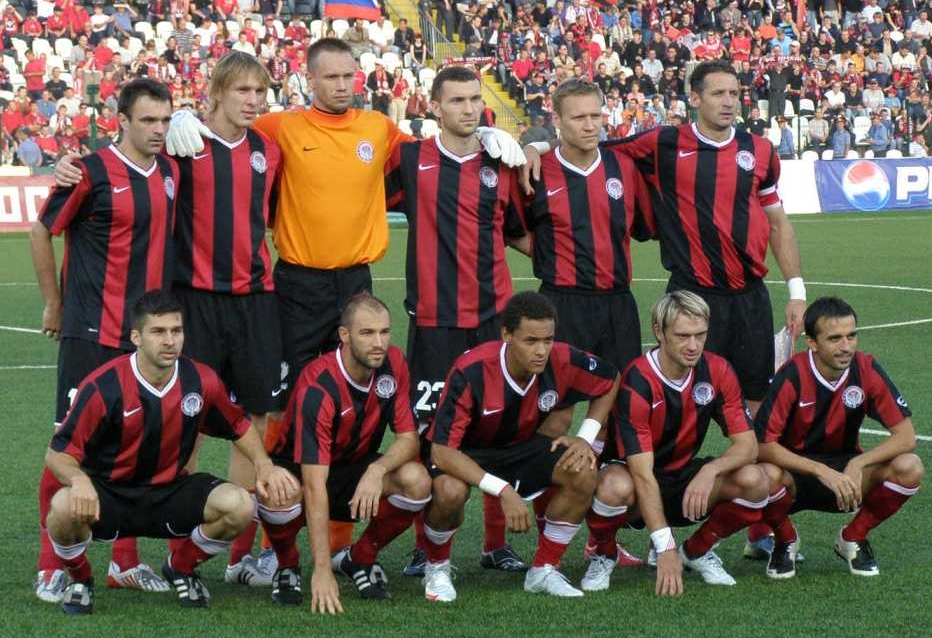
Amkar a la Europa League 2009-10

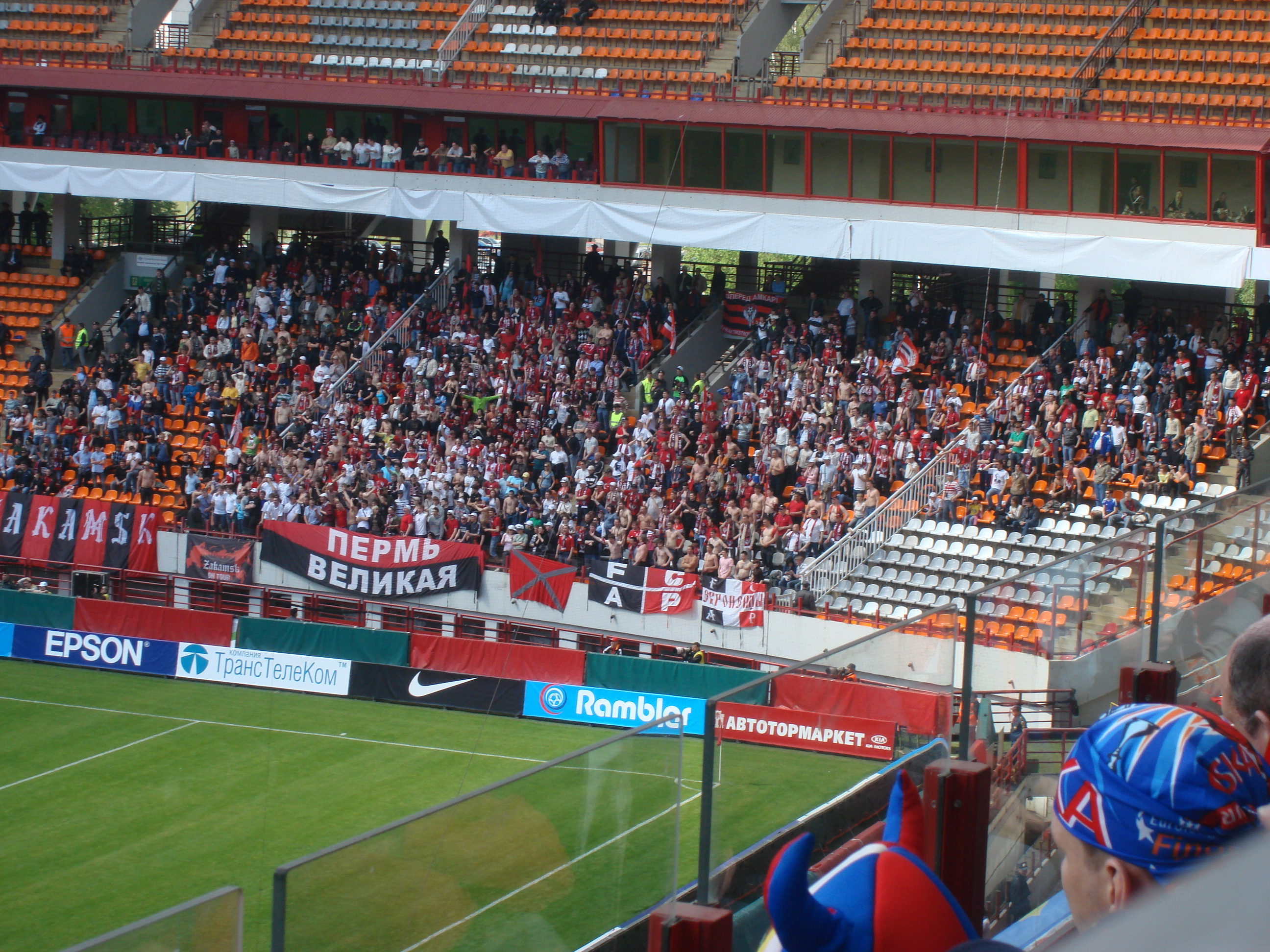
Amkar fans

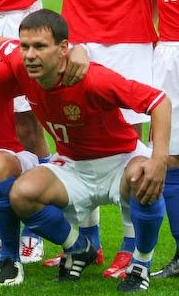
Konstantin Zyryanov - jugador de Perm

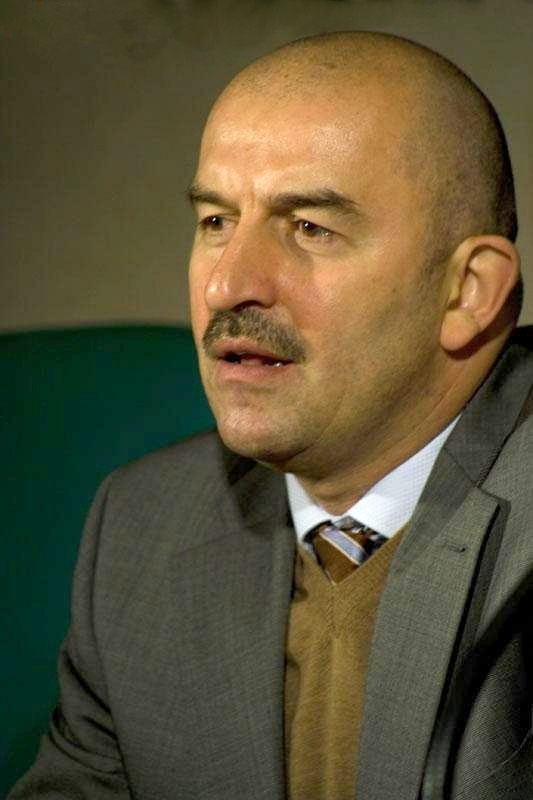
Stanislav Txertxéssov - entrenador el 2013

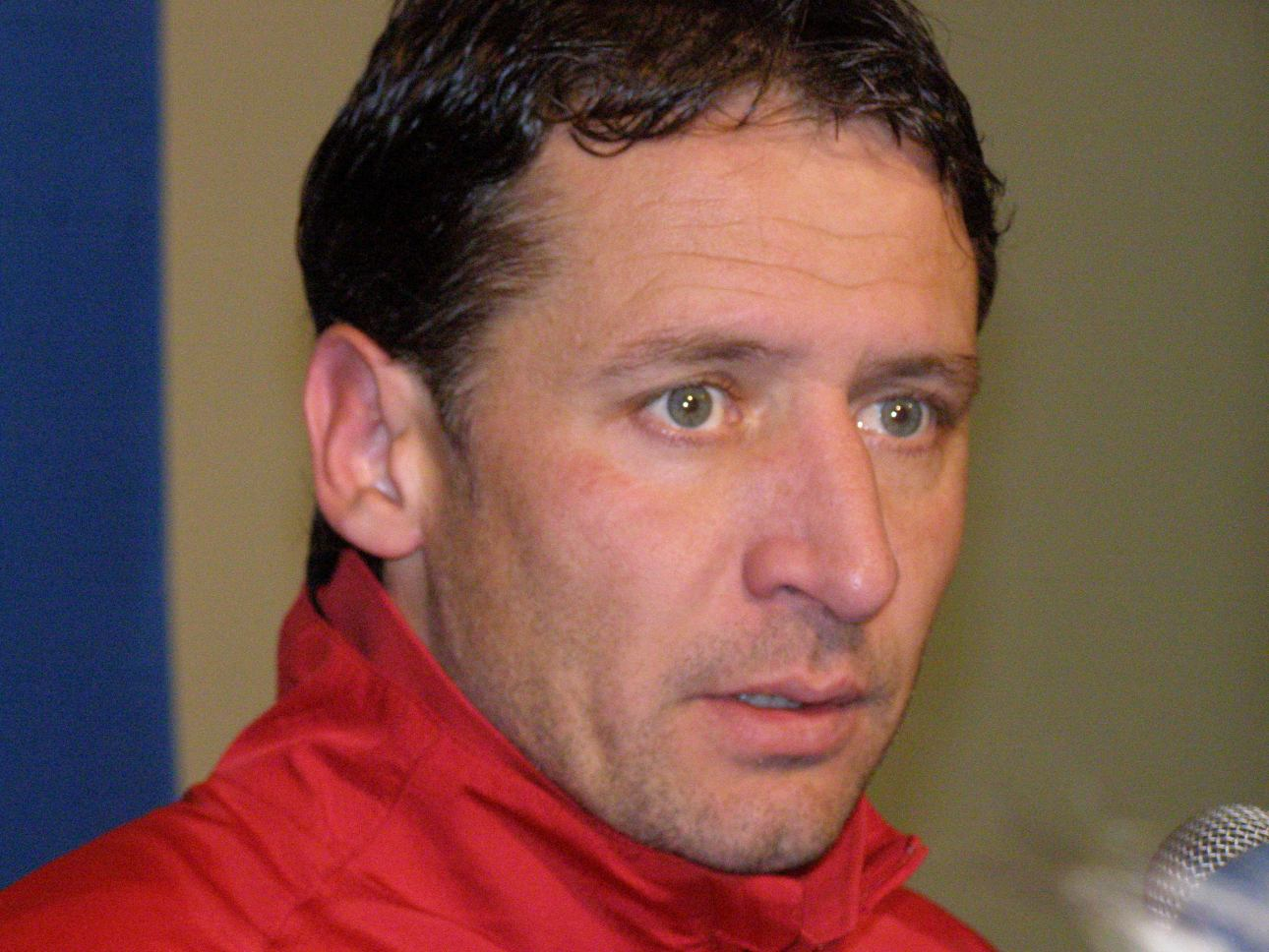
Martin Kushev - màxim golejador a la Premier League - 36 gols

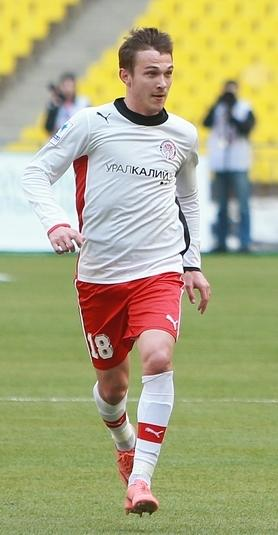
Nikita Burmistrov

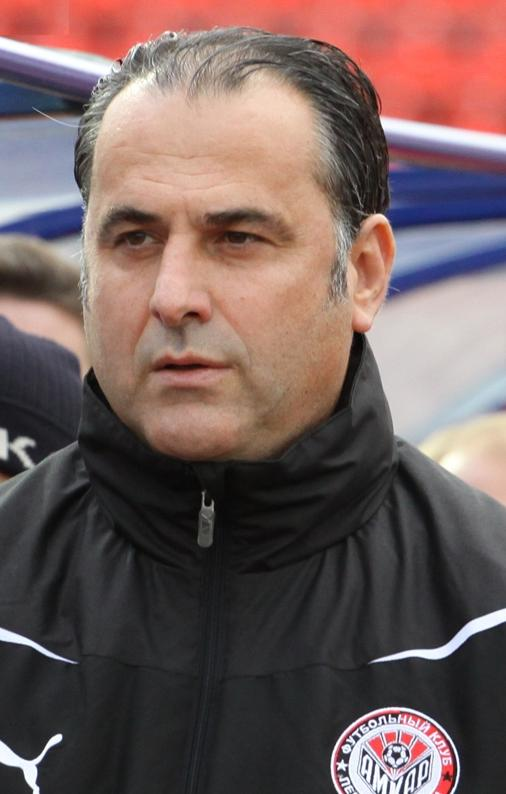
Miodrag Božović - Entrenador en 2008 i 2011-12

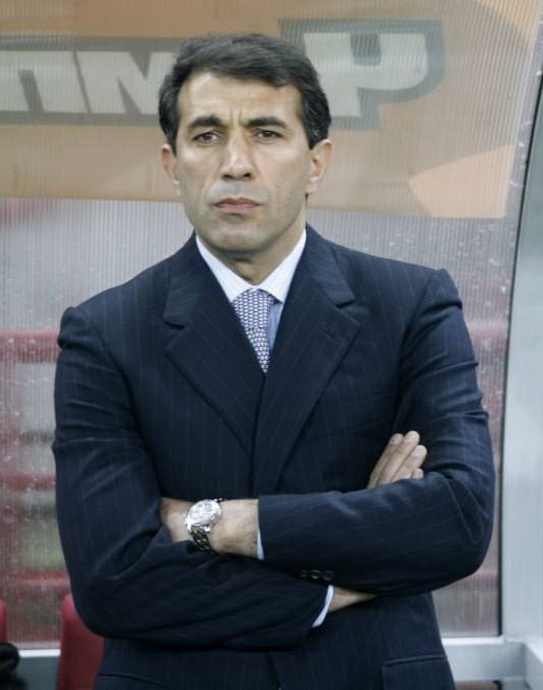
Rashid Rakhimov - entrenador el 2006-2007 i 2009-2011

|  |  |  |  |